# James Hetfield
James Alan Hetfield, ameriški glasbenik, pevec in kitarist, * 3. avgust 1963, Downey, Kalifornija.

## Zgodnje življenje
James Alan Hetfield se je rodil dne 3. avgusta 1963 v Downeyu, predmestju Los Angelesa (Kalifornija), materi Cynthii in očetu Virgilu Hetfieldu. Ima še mlajšo sestro DeAnno Hetfield in dva starejša polbrata iz materinega prvega zakona, Davida in Marca Hetfielda. Oče, ki je imel lastno tovornjakarsko in prevozniško podjetje ter mama, ki je bila gospodinja in občasno operna pevka, sta kot pripadnika veje krščanstva, Krščanske znanosti, svoje otroke vzgajala v strogem duhu te vere in jih silila k netelesnemu dojemanju sveta. Vse zgodnje otroštvo Jamesa se je vrtelo okrog vere, kar ga je močno zaznamovalo, saj se je zaradi neobiskovanja zdravnika in odsotnosti pri pouku zdravstvene vzgoje v šoli (kot posledica vere, kajti Krščanska znanost uči, da se telesne poškodbe lahko zdravi le z močjo duha) počutil kot izobčenec med ostalimi otroki. 
Zasuk v njegovem življenju se je zgodil, ko je bil star 13 let. Oče je družino zapustil in materi se je zdravstveno stanje čedalje bolj poslabševalo. Zbolela je za rakom, vendar je zaradi vere odklanjala kakršno koli zdravniško pomoč (kar je motiv, ki ga Hetfield kasneje v pesmih rad opeva, saj je v njem s svojimi dejanji vzbudila jezo). Preminula je v njegovem 16. letu, zaradi česar se je moral preseliti na drug konec L.A., v Breo Olindo, k starejšemu polbratu Davidu, ki je bil poročen in je igral bobne - zanj naj bi skrbel do konca šolanja. Med vikendi se je Hetfield rad vračal v Downey, k svojemu dobremu prijatelju iz osnovne šole, Ronu McGovneyu (le -ta je kasneje postal prvi basist Metallice). Po končani maturi se je Hetfield preselil nazaj v Downey, kjer sta z omenjenim živela v hiši McGovneyevih staršev, namenjeni podrtju. Za preživetje je Hetfield delal kot hišnik v lokalni srednji šoli in v tovarni nalepk.

## Mladostno življenje
S preoblikovano Metallico, katere člani so poleg njega bili še Lars Ulrich, Cliff Burton in Kirk Hammett, so se divjaki vselili v hišo takratnega zastopnika skupine Exodus. Prebivali so v predmestju San Francisca, v El Cerritu. V tistem obdobju so ogromno popivali in potovali po turnejah. Leta 1986, po smrti Cliffa Burtona, so zaživeli vsak po svoje. Leta 1991 je skupina s ploščo Black album doživela velik komercialni uspeh, kar je njihov prihodek močno povečalo.

## Odraslo življenje
Leta 1992 je Hetfield ponesreči pljunil v obraz Metallicine garderoberke, Francesce Tomasi, kateri se je za to opravičil z večerjo. Po letih razmerja sta se leta 1998 poročila in imata 3 otroke.